# Ugarit

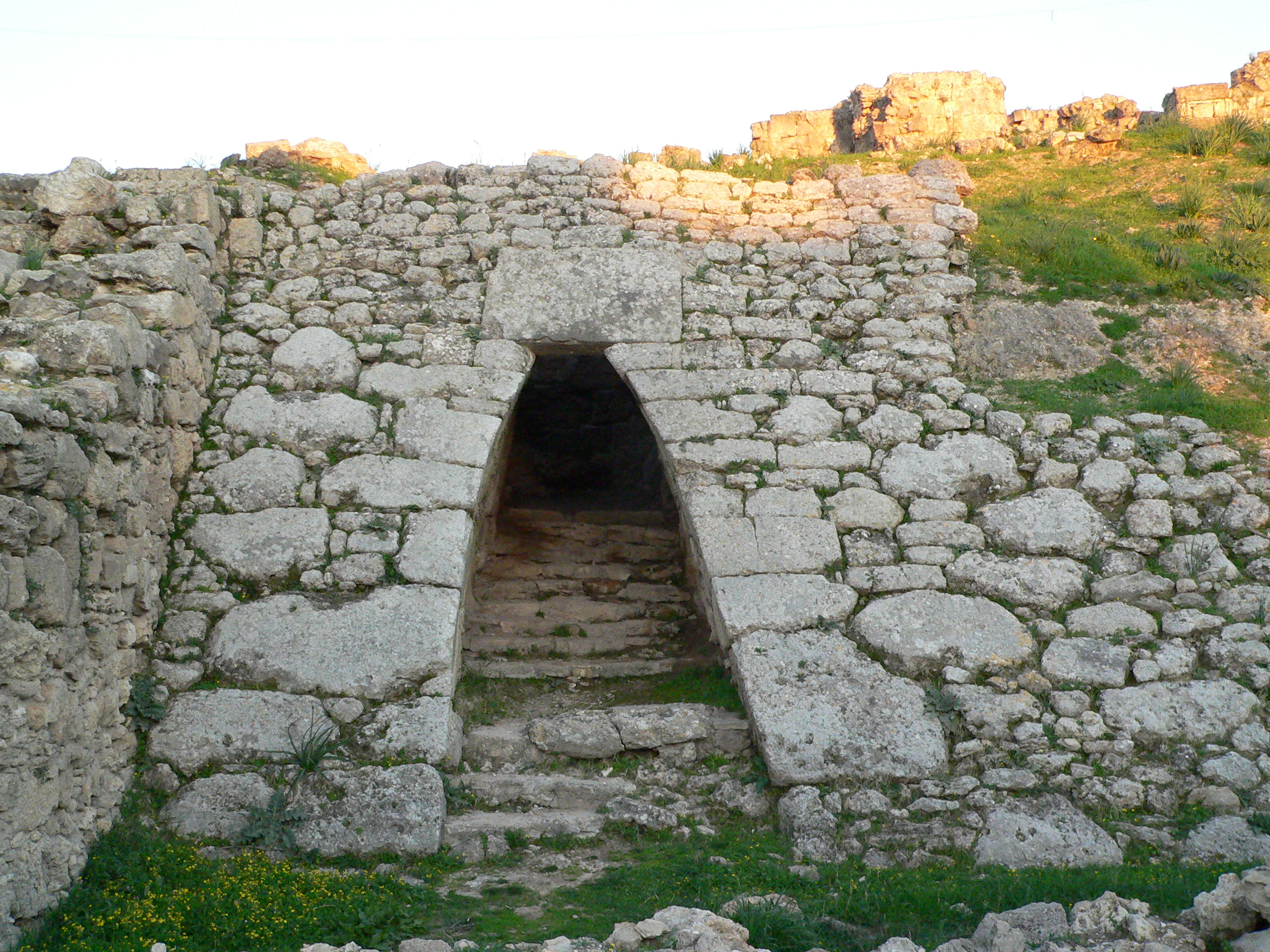
Wejście do pałacu królewskiego w Ugarit

Statuetka Baala z Ugarit

Ugarit (Ugaryt) – starożytne miasto-państwo i port o znaczeniu międzynarodowym, na terenie antycznego Kanaanu, leżące na wybrzeżu Morza Śródziemnego, obecnie w Syrii. Odkryte w 1929 roku przez francuską ekspedycję archeologiczną prowadzoną przez Claude’a Schaeffera na terenie tell Ras Szamra (miejsce wykopalisk), na północnych przedmieściach Latakii.
Miasto było prężnym ośrodkiem handlowym na szlakach łączących Mezopotamię z Cyprem, Egiptem i Kretą. W ruinach Ugarit odkryto świątynie Baala i Dagona, fortyfikacje i resztki pałacu w stylu wzorowanym na architekturze egejskiej. Wyroby z kości słoniowej i brązu wykazują podobieństwo do wyrobów egipskich i hetyckich.

## Historia
Ras Szamra po raz pierwszy zostało zamieszkane przez człowieka w okresie neolitu przedceramicznego w połowie VIII tysiąclecia przed naszą erą. Z okresu ceramicznego (od początków VII tysiąclecia) pochodzą dowody udomowienia zwierząt i pasterstwa na terenie tellu oraz pierwsze kamienne, prostokątne domostwa. Początek VI tysiąclecia to zróżnicowanie w architekturze domostw oraz rozwój rzemiosła. Pierwsze ślady użycia miedzi w Ras Szamra datuje się na IV tysiąclecie p.n.e.
Ugarit jako aglomeracja miejska powstało około 3000 roku p.n.e., kiedy miasto zostało otoczone wałem obronnym. Z tego okresu pochodzą ślady rozwiniętej metalurgii miedzi. Ugarit przeżyło okres rozkwitu w okresie XV–XIII wieku p.n.e., jako ośrodek wymiany handlowej na przecięciu ważnych szlaków komunikacyjnych. Miasto zostało zniszczone przez najazd Ludów Morza około 1190–1185 roku p.n.e. i nigdy nie odbudowane.
Wykopaliska prowadzone od 1929 roku wykazały ciągłość osadnictwa od neolitu aż do około 1200 p.n.e. Odkryto m.in. świątynie Dagona i Baala z archiwami, dzielnicę mieszkalną i pałac królewski z biblioteką. Mury obronne wskazują na silne wpływy architektury egejskiej. Odkryto także groby typu mykeńskiego, ceramikę pochodzącą z Cypru i Egiptu. Wykopaliska przyniosły wiele informacji o życiu i handlu tego ośrodka miejskiego. Dokumenty – gliniane tabliczki z pismem klinowym – wymieniają wiele towarów będących przedmiotem handlu: pszenica, owies, proso, oliwki, rodzynki, figi, daktyle, miód, sery, wino i oliwa z oliwek, przyprawy, len oraz wełna – zwłaszcza barwiona purpurą, z czego Ugarit słynęło – którą, wraz z lapis lazuli, słano na dwór w Hattusie jako trybut lenny.
Handlowano w Ugarit miedzią, brązem, cyną, ołowiem, a nawet rzadkim i cennym żelazem. Sprzedawano konie, osły, muły, bydło, owce, gęsi i inne ptactwo. Ważną gałąź handlu miejskiego stanowił obrót drewnem. Odbiorcy zagraniczni przekazywali w zleceniach gatunki, ilości, a nawet rozmiary kłód, jakie władca Ugarit miał im przesłać. Ślad takiej transakcji ukazuje treść następującego listu:

Oto słowa króla Karkemisz do Ibiranu, króla Ugarit:
Pozdrowienia! Oto rozmiary – długość i grubość – jakich od ciebie oczekuję. Prześlij mi dwa jałowce o takich wymiarach. Niech będą długie na (dane liczbowe) i grube na (dane liczbowe).

Obrót drobnicą obejmował kosze, worki, sznury, noże, wagi i młoty, a nadto kamienie szlachetne, szkło i kosmetyki. W mieście pracowali rzemieślnicy produkujący łuki i wyroby metalowe. Miejscowa stocznia dostarczała statki dla potrzeb własnych, a także na eksport, np. dla Byblos. Wielkie znaczenie miał handel niewolnikami.

## Ostatni królowie Ugarit
- Ammisztamru I (ok. 1380 p.n.e.)
- Nikmaddu II (ok. 1350–1315 p.n.e.)
- Archalbu (ok. 1315–1313 p.n.e.)
- Nikmepa (ok. 1313–1260 p.n.e.)
- Ammisztamru II (ok. 1260–1235 p.n.e.)
- Ibiranu (ok. 1235–1225 p.n.e.)
- Nikmaddu III (ok. 1225–1215 p.n.e.)
- Ammurapi (ok. 1200 p.n.e.)

## Literatura ugarycka
W Ugarit odnaleziono przeszło 20 tys. tabliczek z tekstami sumeryjskimi, egipskimi, akadyjskimi, huryckimi, hetyckimi i ugaryckimi. Obszerne archiwa ugaryckie miały ogromne znaczenie dla badania sieci powiązań międzypaństwowych na starożytnym Bliskim Wschodzie, praktyk dyplomatycznych, geografii Kanaanu czy ówczesnych religii Syropalestyny. Wpływ literatury ugaryckiej z przełomów II i I tysiąclecia oraz pierwszej połowy I tysiąclecia widoczny jest w biblijnej literaturze hebrajskiej.
Ważnym osiągnięciem mieszkańców Ugarit było wynalezienie pisma alfabetycznego z wykorzystaniem 30 znaków, przy czym trzy ostatnie (jeden wykorzystywany wyłącznie przy zapisie słów pochodzenia obcego) zostały dodane w schyłkowym okresie istnienia państwa-miasta. Uczeni są zgodni, że alfabetyczne pismo nie było adaptacją dotychczasowych odmian pisma sylabicznego, a oryginalnym ugaryjskim wynalazkiem.